# Henriette Michaelis
Henriette Michaelis (* 6. Juli 1849; † Januar 1924 in Berlin) war eine deutsche Philologin, Romanistin und Lexikographin. 

## Familie
Sie war eine Tochter von Gustav Michaelis (1813–1895), einem deutschen Lehrer und Stenografen, und eine Schwester von Carolina Michaëlis de Vasconcelos (1851–1925), einer Romanistin, die zu den gelehrtesten Philologen der Hispanistik und Lusitanistik gezählt wird.

## Veröffentlichungen
- Taschenwörterbuch der portugiesischen und deutschen Sprache. Brockhaus, Leipzig 1913, 2. Aufl.
- Abridge Dictionary of the Portuguese and English languages. Brockhaus, Leipzig
- Praktisches Wörterbuch der italienischen und der deutschen Sprache mit besonderer Berücksichtigung der Umgangssprache, der technischen Ausdrücke des Handels, der Gewerbe, der Wissenschaften, des Kriegs- und Seewesens, der Politik usw. Brockhaus, Leipzig
- Neues Wörterbuch der portugiesischen und deutschen Sprache mit besonderer Berücksichtigung der technischen Ausdrücke des Handels und der Industrie, der Wissenschaften und Künste und der Umgangssprache. F. A. Brockhaus, Leipzig
- Neues Taschenwörterbuch der italienischen und deutschen Sprache für den Schul- und Handgebrauch. Brockhaus, Leipzig